# Пашков, Сергей Андреевич
Серге́й Андре́евич Пашко́в (1919—2006) — советский конструктор, организатор производства артиллерийского вооружения и объектов атомной энергетики. Лауреат Государственной премии СССР (1989).

## Биография
Родился 31 марта 1919 года в деревне Полуханово Клинского уезда Московской губернии в семье банковского служащего А. Г. Пашкова.
С 1-го по 3-й классы учился в начальной школе деревни Голяди, Клинского уезда. Далее продолжил учёбу в школе № 235 г. Москвы. После окончания школы с отличием в 1937 году поступил в МММИ им. Н. Э. Баумана.
В связи с началом ВОВ на пятом курсе был эвакуирован в Ижевск, где в 1942 году окончил институт с красным дипломом по специальности Инженер-механик.

В период ВОВ.

Первое время после окончания института работал на Мытищинском вагоностроительном заводе. В Январе 1943 года начал свою инженерную деятельность в коллективе Центрального Артиллерийского Конструкторского Бюро под руководством В. Г. Грабина. В короткий срок ЦАКБ удалось разработать большое количество артиллерийских орудий разных систем и калибров, которые впоследствии внесли решающий вклад в Победу Красной Армии.
По отзыву Грабина именно в этот период Пашков принимал самое активное участие в научно-практической работе ЦАКБ, что позволило ему стать высокоэрудированным инженером.
В 1943-44 гг. Пашков участвовал в перевооружении танка Т-34-76 новой 85-ти миллиметровой танковой пушкой.
После окончания войны Пашков, в качестве ведущего инженера возглавил конструкторскую разработку по созданию первого в СССР атомного реактора на быстрых нейтронах с жидкометаллическим теплоносителем (БР-5). Этот реактор был сооружен в Физико-энергетическом институте г. Обнинска, где успешно эксплуатировался более 30 лет. Он послужил основой для создания крупных энергетических реакторов с жидкометаллическим охлаждением.
В 1956 году Пашков был назначен руководителем СКБ-7 в ЦНИИ-58 (бывшее ЦАКБ) по проектированию и изготовлению атомного реактора УФФА. В обязанности его СКБ входило: проведение научно-исследовательских, проектно-конструкторских и технологических работ. Изготовление и монтаж атомных реакторов, а также их запуск в эксплуатацию. Как начальник СКБ, он охватывал весь комплекс процессов создания и монтажа изделий. Он руководил разработкой, изготовлением, поставкой и монтажом реакторов ВВД в Польше, Румынии, Чехословакии, Венгрии, ГДР, Египте, а также созданием специального реактора в СССР в Дубне. Руководил Пашков и проектированием первых опытно-промышленных и промышленных реакторов на быстрых нейтронах БН-50 и БН-350.
С 1961 года С. А. Пашков работал начальником отдела атомных электростанций Государственного Комитета по использованию атомной энергии, где в период 1961—1965 гг. он принимал непосредственное участие в запусках первых в СССР реакторных блоков Белоярской и Нововоронежской АЭС.
23 Января 1965 г. Пашков был назначен Главным конструктором и начальником Института двигателей ОКБ «Заря». Под его руководством были разработаны, изготовлены и прошли наземные испытания изотопные тепловые установки, обеспечивающие длительное функционирование объектов космической техники, которые в 1965—1970 гг. впервые в мире были применены в составе советских луноходов «1» и «2».
С 1970 г. Пашков работал Начальником и Главным конструктором ОКБ ИВТАН. Он провел большую творческую работу, связанную с созданием и освоением опытно-промышленной МГД установки У-25, а также успешным проведением советско-американского эксперимента на установке У-25Б. Под его руководством создан ряд геофизических установок, необходимых народному хозяйству, внедренных на заводах горной металлургии.
В 1989 году Пашкову была присуждена Государственная премия СССР «За реконструкцию нагревательных печей прокатных цехов, обеспечивающую значительное повышение их эффективности и качества проката».
За работы по использованию солнечной энергии для обогрева зданий Пашков С. А. отмечен в 1984 г. Серебряной медалью ВДНХ.
Свою трудовую деятельность Сергей Андреевич окончательно завершил в 1994 году.
Умер в г. Королёв, Московской области 16 февраля 2006 года.
Похоронен в Москве на Ваганьковском кладбище (участок 34).

## Законченные и внедренные работы

Часть коллектива НИИ-58. В центре Грабин В. Г. Справа от него Пашков С. А.

Перечень Законченных и внедренных работ С. А. Пашкова:
1. Армштурм — самоходная артиллерийская установка.[2]
2. 85-мм танковая пушка С-53.
3. Экспериментальный атомный водо-водяной реактор УФФ.[3]
4. Манипулятор для установки образцов в реактор УФФ.
5. Экспериментальный атомный реактор на быстрых нейтронах с натриевым теплоносителем.
6. Проекты БН-50 и БН-350.
7. Проект АРБУС.[4]
8. Установка для МГД, У-25.
9. Переоборудование нагревательных печей, прокатных станков большинства металлургических печей СССР.
10. Создание и пуск первых блоков Белоярской и Нововоронежской АЭС.

## Награды и премии
- Орден «Знак Почёта» (18.03.1976)
- Медаль «За трудовую доблесть» (13.05.1981)
- Медаль «В ознаменование 100-летия со дня рождения Владимира Ильича Ленина» (30.03.1970)
- Медаль «За доблестный труд в Великой Отечественной войне 1941—1945 гг.» (вручена 23.11.1945)
- Медаль «Ветеран труда» (27.06.1979)
- Юбилейная медаль «Тридцать лет Победы в Великой Отечественной войне 1941—1945 гг.» (25.04.1975)
- Юбилейная медаль «Сорок лет Победы в Великой Отечественной войне 1941—1945 гг.» (12.04.1985)
- Юбилейная медаль «50 лет Победы в Великой Отечественной войне 1941—1945 гг.» (22.03.1995)
- Юбилейная медаль «60 лет Победы в Великой Отечественной войне 1941—1945 гг.» (05.04.2005)
- Медаль «В память 800-летия Москвы» (14.04.1948)
- Медаль «В память 850-летия Москвы» (26.02.1997)
- Медаль «80 лет Великой Октябрьской социалистической революции» (1997)
- Памятная медаль «60 лет Победы в Великой Отечественной войне» (2005)
- Серебряная медаль ВДНХ (10.12.1984)
- Бронзовая медаль ВДНХ (13.04.1964)
- Государственная премия СССР (30.10.1989)